# Álberis da Silva
Álberis Sérgio Ângelo da Silva, noto come Álberis da Silva (2 dicembre 1984), è un calciatore brasiliano, difensore del Kisa BK.